# Eumenes festanus
Eumenes festanus är en stekelart som beskrevs av Edoardo Zavattari 1912.
Eumenes festanus ingår i släktet krukmakargetingar och familjen Eumenidae. Inga underarter finns listade i Catalogue of Life.